# Ludwig Christian Karl Alexander Martens

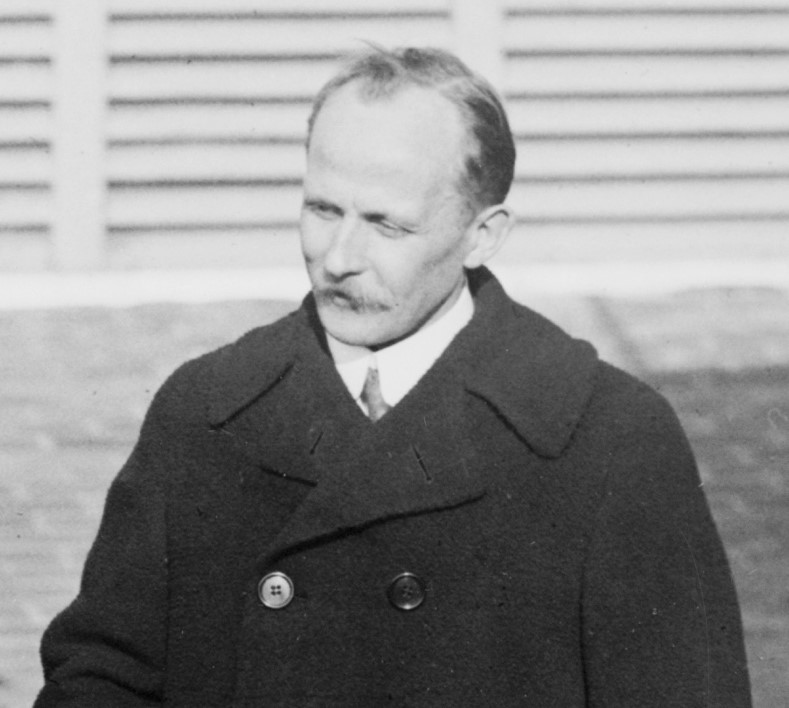
Ludwig Martens (1920)

Ludwig Christian Karl Alexander Martens (russisch Людвиг Карлович Мартенс, wiss. Transliteration Ljudvig Karlovič Martens; * 20. Dezember 1874jul. / 1. Januar 1875greg. in Bachmut; † 19. Oktober 1948 in Moskau) war ein deutsch-russischer bzw. sowjetischer Revolutionär und Maschinenbauingenieur.

## Leben
Sein deutschstämmiger Vater war Eigentümer der Stahlwerke in Kursk. Er hatte vier Brüder und zwei Schwestern. Seine Schwester Olga wurde ebenfalls Revolutionärin. 1893 machte Martens in Kursk sein Abitur. Er studierte in Sankt Petersburg am Staatlichen Technologischen Institut (государственный технологический институт).
In marxistischen Zirkeln traf er dort Julius Martow und Lenin. 1895 wurde er Mitglied im Kampfbund zur Befreiung der Arbeiterklasse. 1896 ist er verhaftet und zu drei Jahren Gefängnis verurteilt worden. Nach Verbüßen der Strafe wurde er in das Deutsche Reich abgeschoben, wo er zwei Jahre in der Armee rekrutiert war. 1902 trat Martens in die Sozialdemokratische Partei Deutschlands ein und begann ein Studium an der Technischen Hochschule Charlottenburg.
1906 ging er nach England und 1916 in die USA, wo er eine Anstellung in einem Ingenieurbüro in New York fand.
Martens schrieb 1916 Artikel für Novy Mir (Neue Welt), einer Zeitung der russischen Sozialdemokraten in New York City. Anfang 1917 war er Vertreter der Demidoff Count San Lonato Company in Perm, einem der größten Stahl- und Bergbaukonzerne des zaristischen Russlands. Nach der Februarrevolution 1917 kehrten Martens, Leo Trotzki und weitere Sozialdemokraten auf dem norwegischen Dampfschiff Kristianiafjord nach Russland zurück.
1919 reiste er als offizieller Vertreter der Regierung der Bolschewiki in die USA zurück. Dort organisierte er die Gesellschaft für technische Hilfe der Sowjetunion und eröffnete im März 1919 das Советское Бюро (Sowjet-Büro) im 1913 gebauten World’s Tower Building, 110 West 40th Street. 1917 hatten die Bolschewiki in Russland industrielle Produktionsmittel verstaatlicht. Dabei wurde das Eigentum von Globalen Unternehmen, an denen US-Bürger beteiligt waren, entschädigungslos enteignet. Die US-Regierung erkannte nach diesem beispiellosen Verlust an Investitionsschutz die Regierung der Bolschewiki nicht an und versuchte, sie zu destabilisieren, indem sie unter anderem die Polar Bear Expedition (Interventionstruppen) in den russischen Bürgerkrieg entsandte. Martens pflegte Geschäftsbeziehungen zu mehr als eintausend US-Unternehmen, darunter der Morgan Guaranty Trust Company. Er handelte einen Darlehensvertrag mit Harry Boland, dem irischen Botschafter in den USA, aus, bei dem die Zarenkrone als Sicherheit hinterlegt wurde.
1919 ernannte Woodrow Wilson Alexander Mitchell Palmer zum Generalstaatsanwalt. Bei einem der Palmer Raids wurde am 12. Juni 1919 das Sowjet-Büro vom Lusk Committee durchsucht. Nach einer Anhörung vor einem Ausschuss des Senats der Vereinigten Staaten
verfügte am 17. Dezember 1920 das Arbeitsministerium der Vereinigten Staaten die Abschiebung, und Martens musste im Januar 1921 in die Sowjetunion ausreisen.

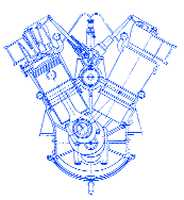
Dieselmotor aus Leningrad. Unter Martens’ Leitung wurde der N-2 Dieselmotor entwickelt, der als Flugmotor vorgesehen war.

 1921 wurde er Mitglied des Präsidiums des Obersten Rates für Volkswirtschaft, und von 1924 bis 1926 leitete er den Ausschuss für Erfindungen. Er untersuchte die Kursker Magnetanomalie. 1926 wurde Martens Leiter des Leningrader Forschungsinstituts für Dieselmotoren. Von 1927 bis 1941 leitete er die Redaktion einer technischen Enzyklopädie.
1933 schrieb Martens einen Brief an die Gossudarstwennoje polititscheskoje uprawlenije (Geheimpolizei der UdSSR), in dem er sich für den verhafteten Pawel Florenski einsetzte, und kümmerte sich um dessen Söhne Wassili und Kirill.
1941 trat er in den Ruhestand, war aber weiterhin an wissenschaftlichen Aktivitäten beteiligt. Als er 1948 starb, wurde er auf dem Nowodewitschi-Friedhof beigesetzt. Sein Sohn William Ljudwigowitsch Martens wurde einer der Organisatoren des Nationalkomitees Freies Deutschland.